# Acrolophus cervinus
Acrolophus cervinus är en fjärilsart som beskrevs av Walsingham 1887. Acrolophus cervinus ingår i släktet Acrolophus och familjen Acrolophidae. Inga underarter finns listade i Catalogue of Life.